# Vladimír Klokočka
Vladimír Klokočka (23. dubna 1929 Praha – 19. října 2009) byl český právník a vysokoškolský pedagog.

## Život
V roce 1952 získal doktorát na Právnické fakultě Karlovy univerzity. V letech 1952–1956 byl asistentem na téže fakultě. V roce 1960 dosáhl vědeckého stupně kandidát věd (CSc.). V roce 1966 se habilitoval jako docent pro ústavní právo.
V době Pražského jara 1968 byl zvolen poslancem České národní rady a byl činný v reformním procesu. Roku 1969 se stal děkanem brněnské právnické fakulty, později však byl politickou represí zbaven všech funkcí a vyloučen z univerzity. V letech 1971–1977 pracoval v České státní pojišťovně v Praze, v roce 1977 byl jako signatář Charty 77 propuštěn ze zaměstnání. Později odešel do ciziny, kde pracoval jako docent na Institutu pro politickou vědu mnichovské univerzity a v té souvislosti vyvíjel pedagogickou a vědeckou činnost.
Po návratu do vlasti mu byla udělena hodnost doktor věd (DrSc.) a byl jmenován profesorem. V letech 1993–2003 byl soudcem Ústavního soudu v Brně a byl mu udělen čestný doktorát (dr. h. c.) Masarykovy univerzity. V letech 1994–1995 přednášel na Univerzitě Palackého v Olomouci.